# شهرستان آگولسکی
شهرستان آگولسکی (به لاتین: Agulsky District) یک منطقهٔ مسکونی در روسیه است که در داغستان واقع شده‌است.